# Оук-Гроув (Південна Кароліна)
Оук-Гроув (англ. Oak Grove) — переписна місцевість (CDP) в США, в окрузі Лексінгтон штату Південна Кароліна. Населення — 12 899 осіб (2020).

## Географія
Оук-Гроув розташований за координатами 33°59′1″ пн. ш. 81°8′40″ зх. д. / 33.98361° пн. ш. 81.14444° зх. д. (33.983694, -81.144342).  За даними Бюро перепису населення США в 2010 році переписна місцевість мала площу 17,32 км², з яких 17,22 км² — суходіл та 0,10 км² — водойми.

## Демографія
Згідно з переписом 2010 року, у переписній місцевості мешкала 10 291 особа в 4170 домогосподарствах у складі 2736 родин. Густота населення становила 594 особи/км².  Було 4526 помешкань (261/км²).
Расовий склад населення:
| - 78,8 % — білих - 11,3 % — чорних або афроамериканців - 1,6 % — азіатів - 0,4 % — корінних американців - 6,1 % — осіб інших рас |

До двох чи більше рас належало 1,8 %. Частка іспаномовних становила 10,7 % від усіх жителів.
За віковим діапазоном населення розподілялося таким чином: 24,4 % — особи молодші 18 років, 63,8 % — особи у віці 18—64 років, 11,8 % — особи у віці 65 років та старші. Медіана віку мешканця становила 36,0 року. На 100 осіб жіночої статі у переписній місцевості припадало 97,8 чоловіків;  на 100 жінок у віці від 18 років та старших — 95,8 чоловіків також старших 18 років.
Середній дохід на одне домашнє господарство  становив 59 189 доларів США (медіана — 48 635), а середній дохід на одну сім'ю — 71 862 долари (медіана — 71 201). Медіана доходів становила 39 601 долар для чоловіків та 36 017 доларів для жінок. За межею бідності перебувало 7,6 % осіб, у тому числі 5,7 % дітей у віці до 18 років та 5,0 % осіб у віці 65 років та старших.
Цивільне працевлаштоване населення становило 5026 осіб. Основні галузі зайнятості: освіта, охорона здоров'я та соціальна допомога — 20,1 %, роздрібна торгівля — 16,1 %, будівництво — 10,1 %, виробництво — 9,3 %.